# Vĩnh Quang, Gia Lai
Vĩnh Quang là một xã thuộc tỉnh Gia Lai, Việt Nam.
Xã Vĩnh Quang có diện tích 24,96 km², dân số năm 2005 là 2.751 người, mật độ dân số đạt 110 người/km².

## Hành chính
Xã Vĩnh Quang được chia thành 5 thôn: Định Quang, Định Thái, Định Trung, Định Trường, Định Xuân.